# Джеймс Дудж
Джеймс Клемент Дудж (ірл. James Clement Dooge, 1922–2010) — ірландський державний діяч, дипломат, професор.

## Біографія
Народився 01 липня 1922 року в місті Біркенхед, Чешир, Велика Британія
Працював професором кафедри інженерії Національного університету Ірландії.
У 1961 — обраний до парламенту Ірландії від партії Фіне Гел, З 1965 по 1969 — заступник спікера парламенту Ірландії.
З 1973 по 1977 — Спікер Сенату Ірландії.
З 1981 по 1982 — міністр закордонних справ Ірландії.
З 1982 по 1987 — сенатор парламенту Ірландії.
З 1984 по 1985 — очолював комісію Дуджа, яка розглядала пропозиції по інституційній реформі Європейського співтовариства.
З 1987 по 2010 — на пенсії.
20 серпня 2010 — помер в місті Монкстаун, графство Дублін, Ірландія.